# Dependència emocional
La dependència emocional és l'addicció a una relació personal, que pot ser de parella, familiar (mare i fill o filla, per exemple), amb un mestre o d'altre tipus. Pot ser a causa del desequilibri entre el desenvolupament dels sentiments i l'absència d'activitat intel·lectual.
El dependent emocionalment a una altra persona sol oblidar-se de si mateix per centrar-se en els problemes de l'altre (la seva parella, un familiar, un amic, etc.), és per això que és molt comú que es relacioni amb gent "problemàtica", justament per poder rescatar i de crear d'aquesta manera un llaç que els uneixi. Així és com el codependent, en preocupar-se per l'altre, oblida les seves pròpies necessitats i quan l'altra persona no respon com el codependent espera, aquest es frustra, es deprimeix i intenta controlar encara més. Amb la seva constant ajuda, el codependent busca generar, en l'altre, la necessitat de la seva presència, i al sentir necessitat creu que d'aquesta manera mai no van a abandonar-lo.
És molt comú que en una relació, el dependent emocional no pugui posar límits i senzillament tot ho perdoni, malgrat que l'altra persona arribi a ferir-lo de manera deliberada, això és simplement perquè el codependent confon la "obsessió" i "addicció" que sent per l'altre amb un immens amor que tot ho pot. Per tant, el codependent és incapaç d'allunyar-se per si mateix d'una relació malaltissa, per més insana que aquesta sigui, i és molt comú que arribin a pensar que més enllà d'aquesta persona s'acaba el món, fins que reconeixen la seva condició psicològica i busquen ajuda, per acabar amb la codependència o no tornar a generar la seva codependència en altres persones o en futures relacions.